# Syllis gracilis
Syllis gracilis är en ringmaskart som beskrevs av Grube 1840. Syllis gracilis ingår i släktet Syllis och familjen Syllidae. Arten har ej påträffats i Sverige.

## Underarter
Arten delas in i följande underarter:
- S. g. australiensis
- S. g. magellanica